# Manuela Sambo
Manuela Sambo es una artista plástica angoleña, nacida en Luanda (1964) y residente en Berlín (Alemania). Artista exponente del arte contemporáneo, ha exhibido sus obra en galerías y museos clave como ARTCO Berlín.

## Biografía
Manuela Sambo nació en Luanda la capital de Angola,  hija de madre portuguesa y padre angoleño.  En 1984 se trasladó a vivir la República Democrática Alemana (RDA), entre los años 1985 y 1993 estudió en la Universidad de Leipzig filología alemana y literatura. Está casada con el también artista Daniel Sambo-Richter.

## Trayectoria
Manuela Sambo comenzó su carrera artística en 1987, primeramente con trabajos en la escultura y  en la construcción de máscaras de gran formato de hasta 2,5 metros.    
Después de 10 años como escultora comenzó a interesarse por la pintura. Su formación como pintora se considera en parte autodidacta valorando su proceso de autoaprendizaje como un proceso muy libre y por lo tanto muy creativo.  
Manuela Sambo considera que sus primeras influencias artísticas se encuentran en el arte antiguo angoleño, los expresionistas, la pintura renacentista y  posteriormente también artistas contemporáneos como Balthus y Cindy Sherman.
Las figuras femeninas son un tema recurrente en su obra, tanto en los dibujos como en las pinturas al óleo-pastel. Sus figuras tiene una influencia en la representación de los ojos del artista  Amedeo Modigliani.
Manuela Sambo se encuadra en el arte contemporáneo occidental pero mantiene conexión con sus orígenes africanos, El tema de la máscara sigue jugando un papel esencial en su trabajo, no solo en términos de forma, sino también en términos de contenido.

## Exposiciones
Manuela Sambo expone su obra, desde 1991, como artista visual fundamentalmente en Berlín donde vive y trabaja, pero también  en otros países, como Nigeria, Angola, Grecia, Francia, etc.
Algunas de sus exposiciones: Libertas en ARTCO Berlin en Berlín en 2020, Flying en Künstlerhaus Bethanien en Berlín en 2012,  Galerie Parterre en Berlín, Joburg Art Fair, Johannesburgo (Sudáfrica), Museo de Arte Moderno en Larissa (Grecia),  entre otras.
Manuela Sambo ha participado en exposiciones individuales y colectivas como por ejemplo con los artistas, Owusu-Ankomah, Dominique Zinkpé y Godfried Donkor.